# Ист Аркејдија (Северна Каролина)
Ист Аркејдија (енгл. East Arcadia) град је у америчкој савезној држави Северна Каролина.

## Демографија
По попису из 2010. године број становника је 487, што је 37 (-7,1%) становника мање него 2000. године.
| Група             | 2000.       | 2010.       |
| Белци             | 34 (6,5%)   | 17 (3,5%)   |
| Афроамериканци    | 483 (92,2%) | 439 (90,1%) |
| Азијати           | 0 (0,0%)    | 0 (0,0%)    |
| Хиспаноамериканци | 15 (2,9%)   | 9 (1,8%)    |
| Укупно            | 524         | 487         |